# 晏家乡
晏家乡，是中华人民共和国湖南省怀化市新晃侗族自治县下辖的一个乡镇级行政单位。

## 行政区划
晏家乡下辖以下地区：
鸭塘村、地芽村、梅溪村、坝上村、晏家村、大湾村、斗溪村、殿溪村、樱桃村、肖家庄村和河坝村。